# Roslavl'
Huyện Roslavl' (tiếng Nga: ? райо́н) là một huyện hành chính tự quản (raion), của Tỉnh Smolensk, Nga. Huyện có diện tích ? km², dân số thời điểm ngày 1 tháng 1 năm 2000 là 58500 người. Trung tâm của huyện đóng ở Roslavl'.